# Six Ugly
Six Ugly (stiliserat six Ugly) är det japanska bandet Dir en greys andra minialbum, utgivet 2002.

## Låtlista
1. Mr. NEWSMAN
2. Ugly
3. HADES
4. umbrella
5. children
6. Byou ｢｣ Shin